# MAD探偵 7人の容疑者
『MAD探偵 7人の容疑者』（原題：神探、英題：Mad Detective）は、2007年公開の香港映画。主演はラウ・チンワン。2007年の第64回ヴェネツィア国際映画祭コンペティション部門でサプライズフィルムとして上映。
日本では、2007年の第20回東京国際映画祭「アジアの風」部門や2008年のアジアフォーカス・福岡国際映画祭において『マッド探偵』のタイトルで上映された。
劇場公開は2011年2月19日。

## ストーリー
香港の西九龍署・刑事課のバン刑事には、人々が内面に秘めた別人格（多重人格）が見えるという能力があった。被害者が殺害された状況を疑似体験することで犯人の人格に迫り、数々の事件を解決するバン刑事。だが彼の奇行は精神病と判断され、警察を辞めざるを得なくなった。
5年後、バンの元に、若い刑事のホーが協力を求めて来た。ホー刑事が追っているのは、1年半前の「ウォン刑事失踪事件」だった。ウォン刑事と共に消えた彼の拳銃は強盗事件で使用され、死人も出ていたのだ。ウォン刑事は、同僚のコウ刑事に殺されたと断定するバン。バンの目には、コウ刑事が７人もの多重人格であることが見えたのだ。しかし、情緒不安定なバンは、ホー刑事の警察手帳や拳銃を持ち去り、勝手に単独捜査を始めてしまった。
コウ刑事は、ウォン刑事を殺して拳銃を奪った容疑者として、インド人の男を追っていた。バンの正気を疑ったホー刑事は、コウ刑事と共にインド人の逮捕に向かった。しかし、実はインド人が持っていたのは、コウ刑事が捜査中に落とした拳銃だったのだ。一連の事件は、自身の罪を隠そうとするコウ刑事の仕業だった。コウがホーも殺害するつもりだと気づき、ホーたちの後を追うバン。激しい撃ち合いの末、バンはコウやインド人と共に死亡した。一人だけ生き残り、バンの手から自分の拳銃を取り返すホー。ホーの中にもまた、拳銃を奪われた不祥事を警察に知られまいと図る別人格があったのだ。

## 出演
- バン（チャン・クワイバン） - ラウ・チンワン（劉青雲）： 相手の人格を読み取れる特殊能力を持つ元刑事。
- コウ・チーワイ - ラム・カートン（林家棟）： 刑事失踪事件に絡む現役刑事。7つの人格を持っている。
- チャン・メイワー - ケリー・リン（林熙蕾）： バンの元妻で刑事。
- ホー・カーアン - アンディ・オン（安志杰）： 刑事失踪事件の捜査への協力をバンに依頼する若手刑事。
- ラム・シュー（林雪）
- エディ・コー（高雄）
- フローラ・チャン（陳慧珊）
- ジョー・コク（谷祖琳）
- ラウ・カムリン（劉錦玲）

## スタッフ
- 監督：ジョニー・トー、ワイ・カーファイ
- 製作：ジョニー・トー、ワイ・カーファイ
- 脚本：アウ・キンイー、ワイ・カーファイ
- 音楽：ザヴィエル・ジャモー、フレッド・アヴリル
- 撮影：チェン・チュウキョン、トー・フンモ
- 編集：ティナ・バス
- 日本語字幕：風間綾平

## 主な受賞
- 第14回香港電影評論学会大奨(2007年) 最優秀脚本賞
- 第27回香港電影金像奨(2008年) 最優秀脚本賞
- 第2回アジア・フィルム・アワード(2008年) 最優秀脚本賞
- 第8回華語電影傳媒大奨（中国語映画メディア大賞）(2008年) 最優秀脚本賞

## DVD
- 日本では2011年8月2日に、ケンメディアより日本版DVDが発売された。